# Tour de Suisse Women
Tour de Suisse Women – kobiecy kolarski wyścig etapowy rozgrywany corocznie od 2021. Od początku istnienia należy do cyklu UCI Women’s World Tour.
Oprócz wyścigu kobiecego rozgrywany jest również wyścig męski, należący do cyklu UCI World Tour.

## Zwyciężczynie
Opracowano na podstawie:
| Rok  | Pierwsze       | Drugie           | Trzecie              |
| ---- | -------------- | ---------------- | -------------------- |
| 2021 | Lizzie Deignan | Elise Chabbey    | Marlen Reusser       |
| 2022 | Lucinda Brand  | Kristen Faulkner | Pauliena Rooijakkers |
| 2023 | Marlen Reusser | Demi Vollering   | Elisa Longo Borghini |
| 2024 | Demi Vollering | Neve Bradbury    | Elisa Longo Borghini |
| 2025 |                |                  |                      |